# Lupinus nubigenus
Lupinus nubigenus е вид растение от семейство Бобови (Fabaceae). Видът е застрашен от изчезване.

## Разпространение
Разпространен е в Еквадор.